# Uitzonderlijk Vervoer (Vlaams televisieprogramma)
Uitzonderlijk vervoer is een televisieprogramma op de Vlaamse televisiezender VIER, geproduceerd door Pretpraters. In het programma vervoert Kamagurka een comedian naar de plaats waar hij een comedyshow opvoert. In het programma worden ook enkele fragmenten getoond van zaalshows van andere comedians die voor de comedian een soort van inspiratiebron zijn geweest. Op het einde wordt het programma afgesloten met beelden van de show waar Kamagurka de comedian naartoe heeft gebracht.

## Afleveringen
| Afl. | Datum         | Comedian             | Kijkcijfers (Live) |
| ---- | ------------- | -------------------- | ------------------ |
| 1    | 16 april 2013 | Philippe Geubels     | 284.563            |
| 2    | 23 april 2013 | Wouter Deprez        | 229.350            |
| 3    | 30 april 2013 | Wim Helsen           | 143.918            |
| 4    | 7 mei 2013    | Urbanus              | 248.018            |
| 5    | 14 mei 2013   | Adriaan Van Den Hoof | 238.576            |